# 埃格贝克
埃格贝克（德語：Eggebek）是德国石勒苏益格－荷尔斯泰因州的一个市镇。总面积16.68平方公里，总人口2557人，其中男性1363人，女性1194人（2011年12月31日），人口密度153人/平方公里。